# Karangsari (Kebumen)
Karangsari is een bestuurslaag in het regentschap Kebumen van de provincie Midden-Java, Indonesië. Karangsari telt 5803 inwoners (volkstelling 2010).